# Посёлок Арчединского лесхоза
Посёлок Арчединского лесхоза, Арчединского лесхоза — посёлок во Фроловском районе Волгоградской области России. Входит в Ветютневское сельское поселение.

## География
Посёлок находится в 4 км северо-западнее хутора Ветютнев на реке Арчеде.

## Население
| 2002 | 2010 |
| ---- | ---- |
| 554  | ↘479 |

## Известные люди
- В посёлке родился Алексей Устинович Ерёмин (1911—1977) — полковник Советской Армии, участник Великой Отечественной войны, Герой Советского Союза (1945)[3].

## Инфраструктура
В посёлке находятся лесной колледж, медучреждение, магазины. Населённый пункт газифицирован и электрифицирован, есть водопровод. Дорога асфальтированная.
Отделение почтовой связи Арчединский лесхоз 403522.
Рекреационные ресурсы: охота (охотничье хозяйство «Пильнянское»), рыбалка, сбор грибов.

## Арчединский лесхоз
В середине XIX века среди песков, которые стали наступать на сельскую местность, был основан «Трёхкордонный питомник». Таким образом была основана грядина «Воропаевская сосна». В 1919 году на территории грядины появился Арчединский лесхоз.

## Арчединский лесной колледж
В посёлке расположено БОУ СПО «Арчединский лесной колледж». Колледж учреждён Министерством лесного хозяйства РСФСР 1 января 1966 года как Арчединский лесной техникум. Техникум расположился на территории Арчединского опытно-показательного мехлесхоза, который стал его учебной базой. Учебное заведение находится в ведении Федерального агентства лесного хозяйства и является одним из 4 подобных заведений во всей России (наряду с такими колледжами, как Лисинский лесной колледж (посёлок Лисино-Корпус, Тосненский район, Ленинградская область), Пензенский лесной колледж (посёлок Сосновоборск, Пензенская область), Хреновской лесной колледж (село Слобода, Бобровский район, Воронежская область). В колледже происходит обучение по следующим специальностям:
- Лесное и лесопарковое хозяйство
- Землеустройство
- Менеджмент
- Техническая эксплуатация подъемно-транспортных, строительных, дорожных машин и оборудования

## Достопримечательности
- Арчединско-Донские пески — песчаный массив, один из наиболее крупных в Волгоградской области. Государственный ботанический памятник природы. Одна из самых северных пустынь России.
- Грядина «Воропаевская сосна».
- Стела в честь земляка Героя Советского Союза Ерёмина А. У.

## Транспорт
Автобусное сообщение с райцентром. Остановки общественного транспорта «Посёлок Лесхоз», «Колледж».